# Bintou Dembélé (danseuse)
Pour les articles homonymes, voir Bintou Dembélé.
Bintou Dembélé, née le 30 mars 1975 à Brétigny-sur-Orge, est une danseuse et chorégraphe française reconnue comme l'une des pionnières de la danse hip-hop en France. Après avoir dansé plus de trente ans dans le monde hip-hop, Bintou Dembélé est depuis 2002 directrice artistique de sa propre compagnie de danse, Rualité. Son travail porte notamment sur la mémoire du corps à travers le prisme de l'histoire coloniale et post-coloniale française.

## Débuts
Bintou Dembélé est née le 30 mars 1975 à Brétigny-sur-Orge dans le département de l'Essonne en région parisienne. Son père, Demba Dembélé, fait partie de la première vague des travailleurs d'Afrique subsaharienne (1965). Bintou commence à danser alors qu'elle a à peine 10 ans, ses deux frères, Ibrahim et Samba, suivront ses pas dans la pratique du hip-hop. Dès son plus jeune âge, Bintou Dembélé est souvent la seule fille des groupes dans lesquels elle danse. Si elle découvre le hip-hop très tôt, son intérêt pour cette culture est notamment influencé par la diffusion de l'émission H.I.P. H.O.P., l'une des premières émissions télévisées en France popularisant ce mouvement. Aux alentours de 1985, Bintou Dembélé et ses amis Gérard Léal et Anselme Terezo créent le groupe hip-hop Boogie Breakers. Ils s'approprient les espaces publics de leur quartier en dansant sur des cartons et des linos.
En 1989, Bintou Dembélé intègre le groupe associatif Concept of Art. Au sein du collectif naîtront des sous-groupes de rappeurs et de danseurs. Une fois lycéenne, elle rejoint les groupes Aktuel Force (en 1993 et 1997) puis Mission Impossible (1994-1996) au sein desquels elle diversifie sa maîtrise du hip-hop en se familiarisant avec la House Dance, la New Style et le Break dance. C'est à travers des trainings collectifs qu'elle se forme et qu’elle acquiert petit à petit sa street credibility. Elle s’entraîne dans des lieux emblématiques pour les danses hip-hop en France tels que Châtelet - Les Halles, le parvis du Trocadéro-et-du-11-Novembre, la place Georges-Pompidou, ou encore La Défense. En plus de sa participation à divers trainings collectifs dans la capitale, elle participe à des street shows, à des festivals, à des battles et à des compétitions hip-hop d’envergure nationale telles que les Rencontres nationales de danse urbaine à La Villette (Paris). On la retrouve également dans de nombreux shows dans le milieu underground des boites de nuits et discothèques, notamment en Belgique, au Palace, au Bataclan ou encore au Divan du Monde.

## Parcours professionnel
La carrière professionnelle de Bintou Dembélé commence en 1996 lorsqu'elle intègre le Théâtre Contemporain de la Danse de Paris (TCD) comme artiste chorégraphe. Elle rejoint le Collectif Mouv’, dans lequel elle reste la seule femme. Plusieurs danseurs hip-hop français et internationaux qui marqueront l’histoire des décennies à venir sont passés par ce collectif. Avec Rabah Mahfoufi, leader du groupe Mission Impossible, elle crée un premier spectacle qu'ils appelleront Et si.... Dans le cadre du Collectif Mouv’, Bintou Dembélé et ses compagnons de route collaborent avec le saxophoniste français Julien Lourau et avec l'organisation musicale le Groove Gang pour créer un spectacle intitulé Come fly with us (Viens voler avec nous). À la rencontre du groupe de hip-hop japonais Spice et pour s'émanciper du TCD, le Collectif Mouv’ change de nom pour devenirYkanji (qui signifie « bon feeling » en japonais). L'un des futurs membres de Ykanji, Bruce Sone, en reprendra le nom en s'appelant Bruce Ykanji et créera plus tard la compétition internationale Juste debout et l'école de danse la JD school. Dans le cadre deYkanji, Bintou Démbélé participe notamment à des émissions télévisées telles que Graines de star où elle rencontre diverses personnalités comme les rappeurs MC Solaar et Bambi Cruz. En 1998, elle danse pour la tournée promotionnelle de l'album Paradisiaque de MC Solaar. Quelques années plus tard, Bintou Dembélé et plusieurs danseuses cofondent le groupe féminin Ladyside. En 2000, elle intègre la compagnie de danse Käfig pour la pièce Pas à Pas créée et jouée au festival Jomba! à Durban en Afrique du Sud et pour la tournée internationale de la création chorégraphique Dix versions. En 2002, elle danse au Joyce Theater à Manhattan durant le New York New Europe '99 Festival dans le cadre de la tournée de Dix versions. La même année lui vient le désir de créer sa compagnie de danse. En 2007, les danseurs et danseuses de sa compagnie font partie des modèles photographiés par Denis Darzacq dans sa série La Chute. En 2009, Bintou Dembélé est juge pour les vingt ans de la célèbre compétition hip-hop The Battle of the Year en France et en Allemagne. En 2011, elle réalise la chorégraphie du clip vidéo du slam Roméo kiffe Juliette de Grand Corps Malade, clip réalisé par Mehdi Idir, ainsi que du live de son concert promotionnel au Casino de Paris. Danseuse reconnue d'une part pour sa formation street et d'autre part pour sa carrière professionnelle, Bintou Dembélé participe aussi à de nombreuses battles et compétitions hip-hop en tant que membre de jury et accompagne des danseurs et danseuses comme interprètes pour le spectacle vivant.
En 2017, Clément Cogitore lui propose de chorégraphier des krumpers pour la vidéo des Indes Galantes du projet 3e Scène de l'Opéra de Paris. Leur projet est sélectionné par le directeur de l'Opéra. En septembre 2019, la chorégraphe et le metteur en scène réalisent la première de l'ensemble des Indes galantes. Le spectacle est un succès critique et public dans l'ensemble,, même si certaines critiques pointent une déception de ne pas avoir plus d'interactions entre la danse contemporaine et la mise en scène.

### Résumé de ses collaborations artistiques
- Cofondatrice du groupe Ykanji (1996)
- Danseuse pour le groupe Aktuel Force dans le spectacle Pyramides (1997)
- Danseuse pour la tournée de l'album Paradisiaque de MC Solaar (1998)
- Danseuse interprète pour la compagnie Käfig dans les spectacles Pas à Pas et Dix versions (2000)
- Modèle pour Edouard Lagabrielle dans Urban move (2004)
- Modèle pour Denis Darzacq dans La Chute, 1er prix dans la catégorie "stories"/Art & Entertainement du World Press Photo (2007)
- Danseuse pour Nassredine Dalil / musicien - Festival Trans-européen Rouen (2007)
- Chorégraphe du clip Roméo kiffe Juliette de Grand Corps Malade (2011)
- Danseuse interprète dans To be means to resist and resist what you are not chorégraphié par Hooman Sharifi (2013)
- Performeuse pour Sophiatou Kossoko à la nuit des musées Musée de l'histoire de l'immigration (2014)
- Danseuse pour Stéphane Schouckroun dans Les Chemins de l'enfance (2017)
- Chorégraphe dans Les Indes Galantes du projet 3e Scène de l'Opéra de Paris réalisé par Clément Cogitore (2017)
- Chorégraphe dans Rite de passage - Solo II pour Michel « Meech » Onomo, sur la musique de Charles Amblard (2022)[15]

## Compagnie Rualité
En 2002, Bintou Dembélé crée dans une démarche d'auteure sa propre compagnie de danse, Rualité (un jeu de mots entre Rue et Réalité), qui s'implante en 2004 à Morangis en Essonne. La structure rassemble autour de Bintou Dembélé, directrice artistique, chorégraphe et danseuse de la compagnie, des danseurs issus de la street dance qu'elle amène à dialoguer avec des universitaires et diverses personnalités unis par le désir d'explorer de nouvelles formes d'engagements dans la représentation.
Le photographe de l’Agence VU’ Denis Darzacq et l’anthropologue spécialiste des représentations coloniales et historienne des arts du spectacle Sylvie Chalaye font partie des personnalités qui ont collaboré avec Rualité.
Depuis sa création, la compagnie a produit six spectacles et un film documentaire coréalisé avec Enrico Bartolucci et intitulé Z.H., abréviation de « zoos humains »,. Mêlant une danse aux influences plurielles, de la musique live et du chant, les spectacles de la compagnie Rualité explorent notamment les notions de mémoire corporelle, d'identité, en résonance avec l'histoire.
Dans le contexte de sa compagnie, Bintou Dembélé forme également des danseurs amateurs et professionnels, organise des manifestations, des projets culturels et des rencontres au sein d'établissements scolaires (collèges, lycées), de prisons et d'universités. Depuis 2006, elle développe un travail de transmission et d'accompagnement à la professionnalisation en Guyane française, où elle a également organisé des manifestations comme des Block Party (2001-2008) et le Cercle de l'Ouest (2013-2014).
Son activité en tant que directrice de Rualité l'a notamment amenée à réfléchir aux questions d'accès et d’accessibilité de l'art au sein du territoire, à la dimension spatialisée des inégalités ainsi qu'aux ressorts du racisme. Les spectacles de Rualité sont programmés en France et à l'international (récemment[Quand ?] en Suède, en Birmanie, au Chili, en Macédoine, en Guyane et au Mali).

### Spectacles de la compagnie
- Rêve L Toi (2002)
- L'Assise (2005)
- LOL (2009)
- Mon appart' en dit long (2010)
- Z.H - spectacle et film documentaire (2013)
- S/T/R/A/T/E/S - Quartet et Duo (2016)[21]

## Engagements
Lors de différents interviews dans lesquels ses interlocuteurs lui demandent de s'auto-définir, Bintou Dembélé se dit « d'origine hip-hop »,, engagée dans un « travail de contamination ». Pour elle, l'art est  une manière « d’œuvrer et d'agir », de toucher et de faire réagir un public sur des questions peu visibles dans nos sociétés actuelles. Les performances et les projets (colloques, conférences, tables rondes, projets pédagogiques et universitaires, courts-métrages, résidences) qu'elle organise ou auxquels elle participe poussent tout particulièrement ses spectateurs à s'interroger sur l'histoire française et son passé colonial, sur les ressorts et le vécu du racisme en France ainsi que sur l'absence de diversité raciale dans les structures étatiques liées à la promotion et à l'accessibilité des arts sur le territoire français,. En 2014, elle devient partenaire du laboratoire Sefea de la Sorbonne Nouvelle dirigé par Sylvie Chalaye et dédié à l'écriture des dramaturgies afro-caribéenne. Les Livres Fly Girls: histoire(s) du hip-hop féminin de Sté Strausz et Antoine Dole, ainsi que Le Hip-hop de Marie-Christine Vernay font tous deux référence à l'expérience de Bintou Dembélé en tant que pionnière. En 2017, elle est une des personnalités centrales du film documentaire Mariannes Noires réalisé par Mame-Fatou Niang et Katy Nielsen. Dans le contexte français et francophone le travail de Bintou Dembélé peut être lié à celui de Alice Diop, Maboula Soumahoro ou encore Isabelle Boni-Claverie .